# Beth Moses
Beth Moses jest Główną Instruktorką Astronautów  oraz kierowniczką Programu Wnętrz w Virgin Galactic SpaceShipTwo i jest astronautką komercyjną. Jest pierwszą kobietą, która wykonała loty kosmiczne na komercyjnie uruchomionym pojeździe: VSS Unity VF-01 lot w dniu 22 lutego 2019.

## Kariera
Natalie Beth Stubbings dorastała w Northbrook w stanie Illinois i uczęszczała do  Glenbrook North High School. W 1992 roku uzyskała tytuł licencjata i dwa lata później (1994) magistra w dziedzinie inżynierii lotniczej i astronautycznej w Purdue University School of Aeronautics and Astronautics. Wiedzę i doświadczenie zdobywała także jako starszy inżynier w Biurze Projektu EVA prowadzonego przez NASA/JSC. Jako studentka przeprowadziła badania materiałów podczas lotu parabolicznego. 
Pracowała dla NASA jako kierownik montażu dla Międzynarodowej Stacji Kosmicznej, gdzie prowadziła globalny program testów człowieka-w-pętli. Program ten zaprojektował, opracował i zweryfikował mechanizmy spaceru kosmicznego stosowane w trakcie montażu i utrzymania stacji. Później Moses dołączyła do Virgin Galactic, gdzie pełni funkcję Głównego Instruktora Astronautów i Kierowniczki Programu Wnętrz. 
22 lutego 2019, odbywając lot kosmiczny, stała się pierwszą osobą na misji suborbitalnej, o której wiadomo, że wypięła się z pasów bezpieczeństwa i unosiła we wnętrzu kabiny. Beth Moses wykonała ten lot w ramach swojej pracy mającej na celu ocenę przyszłego doświadczenia pasażerów komercyjnych lotów kosmicznych. W ramach Misji VF-01 osiągnęła wysokość 89,9 km nad powierzchnią Ziemi. Była to wysokość wystarczająco wysoka, aby osiągnąć status komercyjnego astronauty, przekraczając wysokość 50 mi (80,47 km). 

## Uznanie
Beth Moses została nagrodzona nagrodą Micro Gravity przyznawaną przez National Science Foundation. Pozwoliło to jej na dalsze badania nad lotem parabolicznym.
W 2009 roku Międzynarodowa Stacja Kosmiczna (ISS) została nagrodzona trofeum Roberta J. Collier. Beth Moses odegrała znaczną rolę w pracach, których efekty zostały docenione przyznaniem tej nagrody.
W 2019 Beth Moses otrzymała FAA Commercial Space Astronaut Wings.
Stowarzyszenie Uczestników Lotów Kosmicznych (Association of Space Explorers) przyznało jej Universal Astronaut Insignia za lot suborbitalny (nr 21).